# Mochila

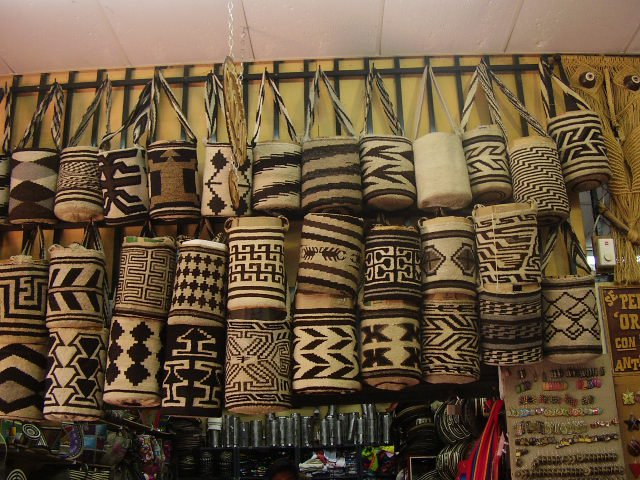
Mochilas arhuacas

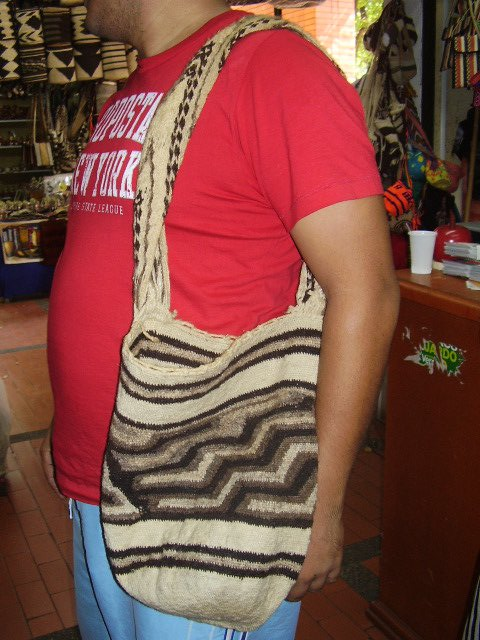
Mochila arhuaca

Das spanische Wort mochila kann je nach Region sowohl eine Tasche, einen Rucksack oder einen Beutel bezeichnen.

## Kolumbien
In Kolumbien ist die mochila (arhuaca) ein traditioneller Umhängebeutel aus Baumwolle, Schafwolle oder Agavenfaser. Im Allgemeinen sind darauf Tiere oder Objekte der Kosmologie der Arhuaco dargestellt.

## Andere Länder
In anderen spanischsprechenden Ländern wie Chile oder Argentinien wird unter einer mochila meist nur die moderne Variante der Tasche oder des Rucksacks verstanden.